# Céligny
Céligny är en ort och kommun i kantonen Genève, Schweiz. Kommunen har 874 invånare (2023).
Célignys territorium utgörs av två små enklaver mitt inne i kantonen Vaud, trots att det hör till kantonen Genève.  Detta udda förhållande är ett resultat av en lång och komplicerad politisk historia som sträcker sig tillbaka till 1100-talet.  Under medeltiden tillhörde Céligny en adlig familj med samma namn, som var vasaller till furstehuset Savojen. Strax innan reformationen tillföll territoriet Genève, och med undantag för ett mellanspel under Berns överhöghet har det så förblivit. Kommunen har aldrig tillhört kantonen Vaud.

## Kända personer med anknytning till Céligny
- Vilfredo Pareto, ekonom
- Richard Burton, skådespelare
- Alistair MacLean, författare
- Jacques Mallet du Pan, publicist